# Valea Lungă, Alba
Valea Lungă, mai demult Hususău, Husăsău, (în dialectul săsesc Longenduel, în germană Langenthal, Langthal, Langendorf, în maghiară Hosszúaszó, Hosszúaszú, Hosszúaszú) este satul de reședință al comunei cu același nume din județul Alba, Transilvania, România.

## Așezarea
Localitatea Valea Lungă este situată în lunca Târnavei Mare, la circa 11 km de Blaj, în direcția Copșa Mică.

## Istorie
Atestarea documentară a existenței localității o avem de la începutul secolului al XIV-lea. În anul 1309 se amintește de existența unui arhidiaconat din care făcea parte și localitatea Valea Lungă, menționându-se preotul acestei localități Arnold de Longavalle.
În secolul al XIV-lea localitatea este menționată de asemenea de mai multe ori în documentele istorice. În anul 1322 Karol Robert, regele Ungariei, donează satul Valea Lungă împreună cu satul Micăsasa grofului Nicolaus din Tălmaciu, precum și satele Pănade și Șona din valea Târnavei Mici. Aceste localități aparținuseră până în acest an voievodului Ladislau căruia i-au fost luate pentru infidelitate și date lui Nicolaus. Nicolaus moare în 1340 fără a lăsa urmași.         
Regele dăruiește moșia acestuia voievodului Tomas cu excepția localității Valea Lungă – denumită de data aceasta „Huziuazo”, și a localității Micăsasa pe care regele le păstrează deocamdată în domeniul său. Localitatea Valea Lungă se menține și în anul 1359 în domeniul regal. În anul 1395 localitatea se afla însă în posesia mai multor nobili. Se amintește în acest an de o delimitare între satele Jidvei și Bălcaciu precum și de localitatea Valea Lungă a nobililor de aici.

## Atracții turistice
- Ansamblul bisericii evanghelice, construcție secolul al XIV-lea

## Imagini

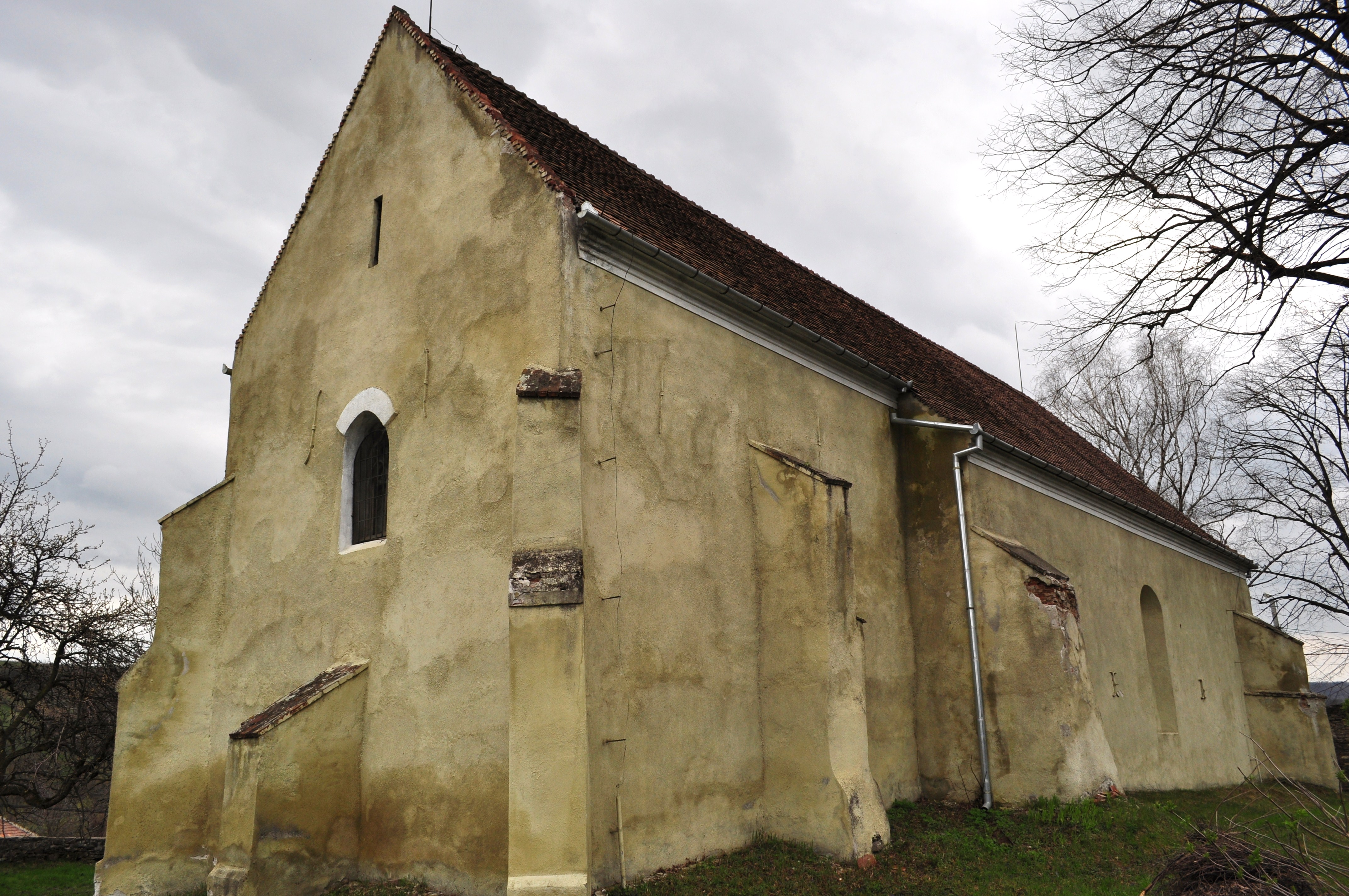
Biserica evanghelică (monument istoric)
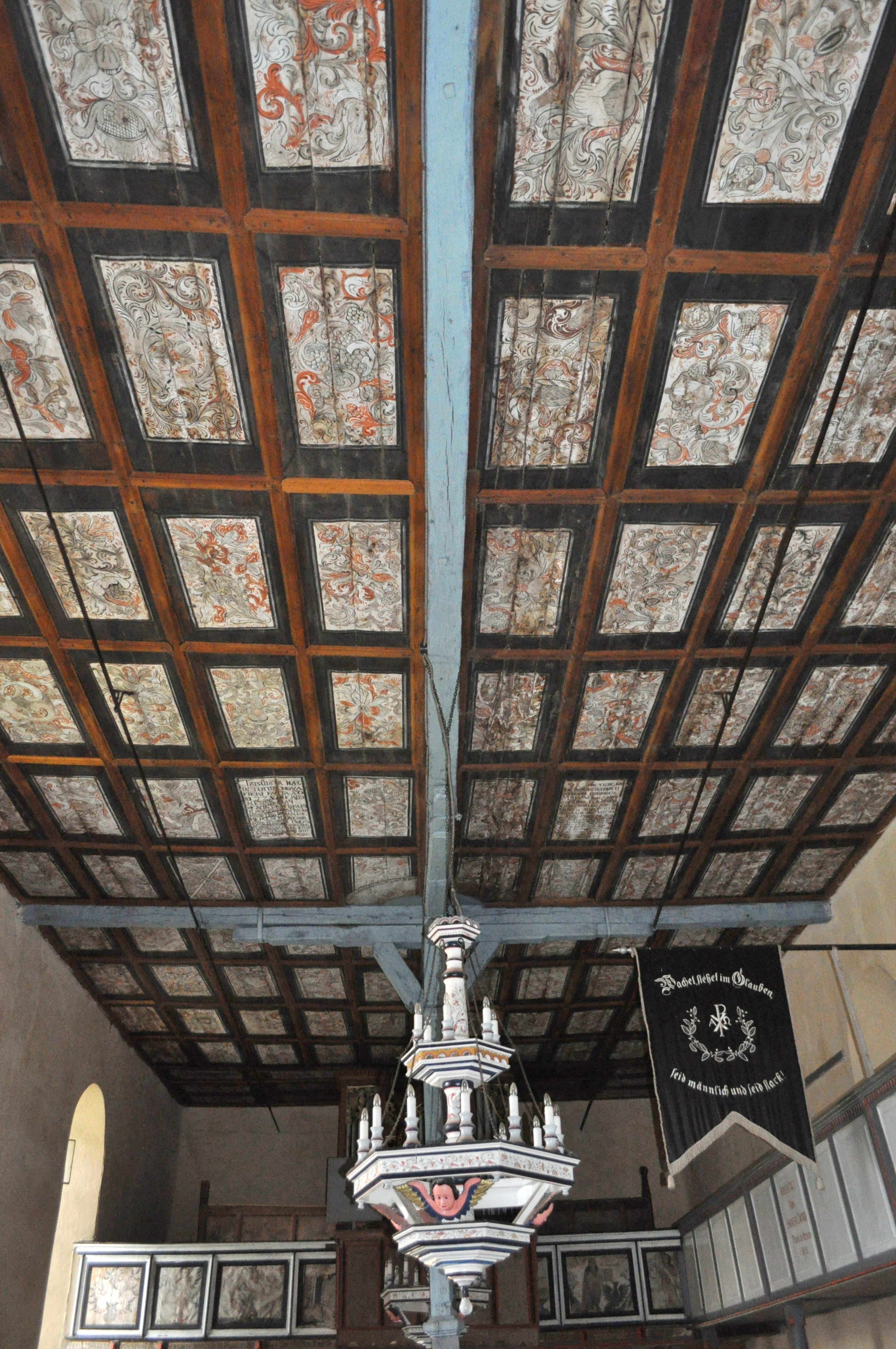
Interiorul, cu tavanul casetat
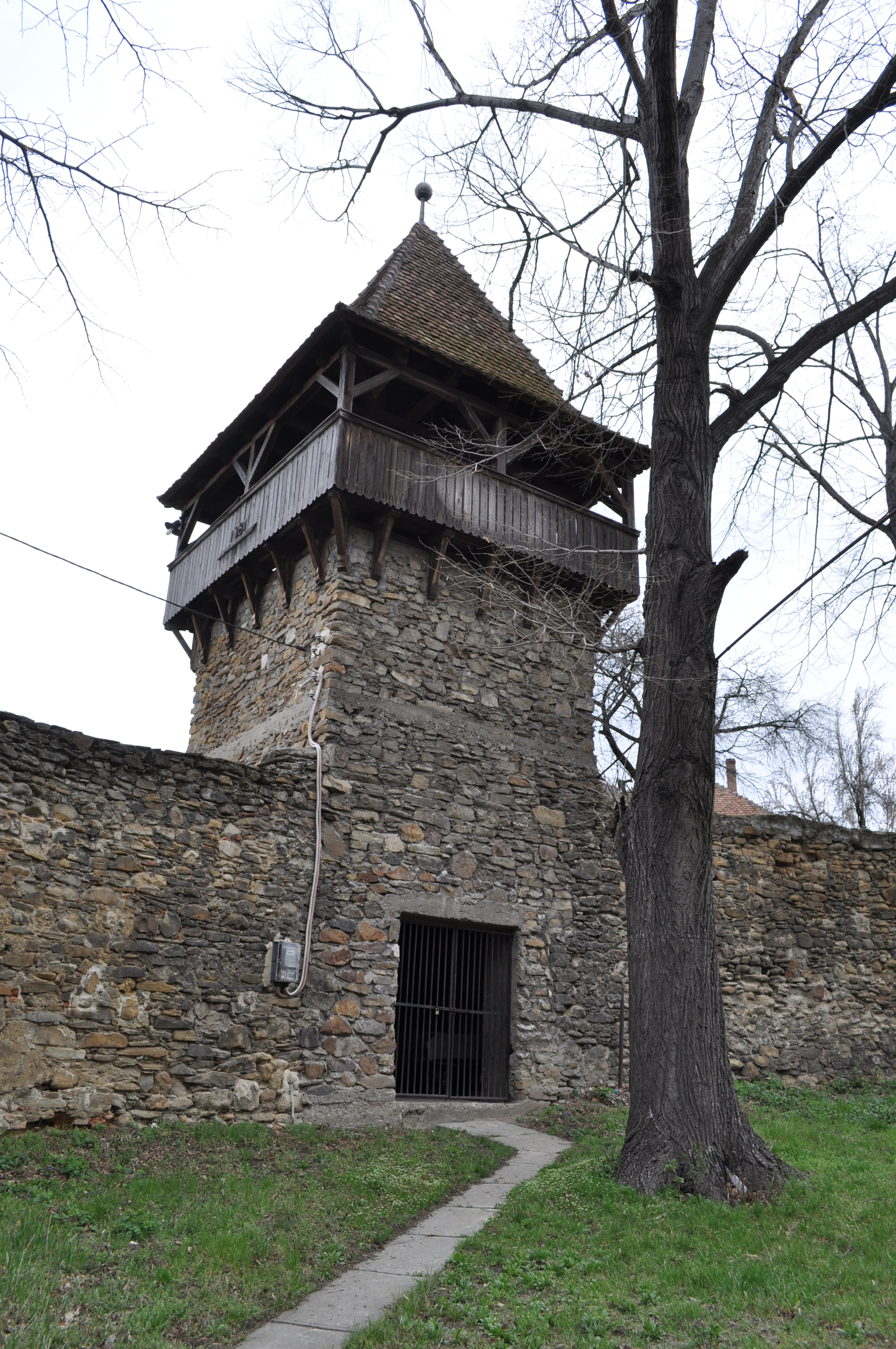
Turnul-clopotniță al bisericii evanghelice
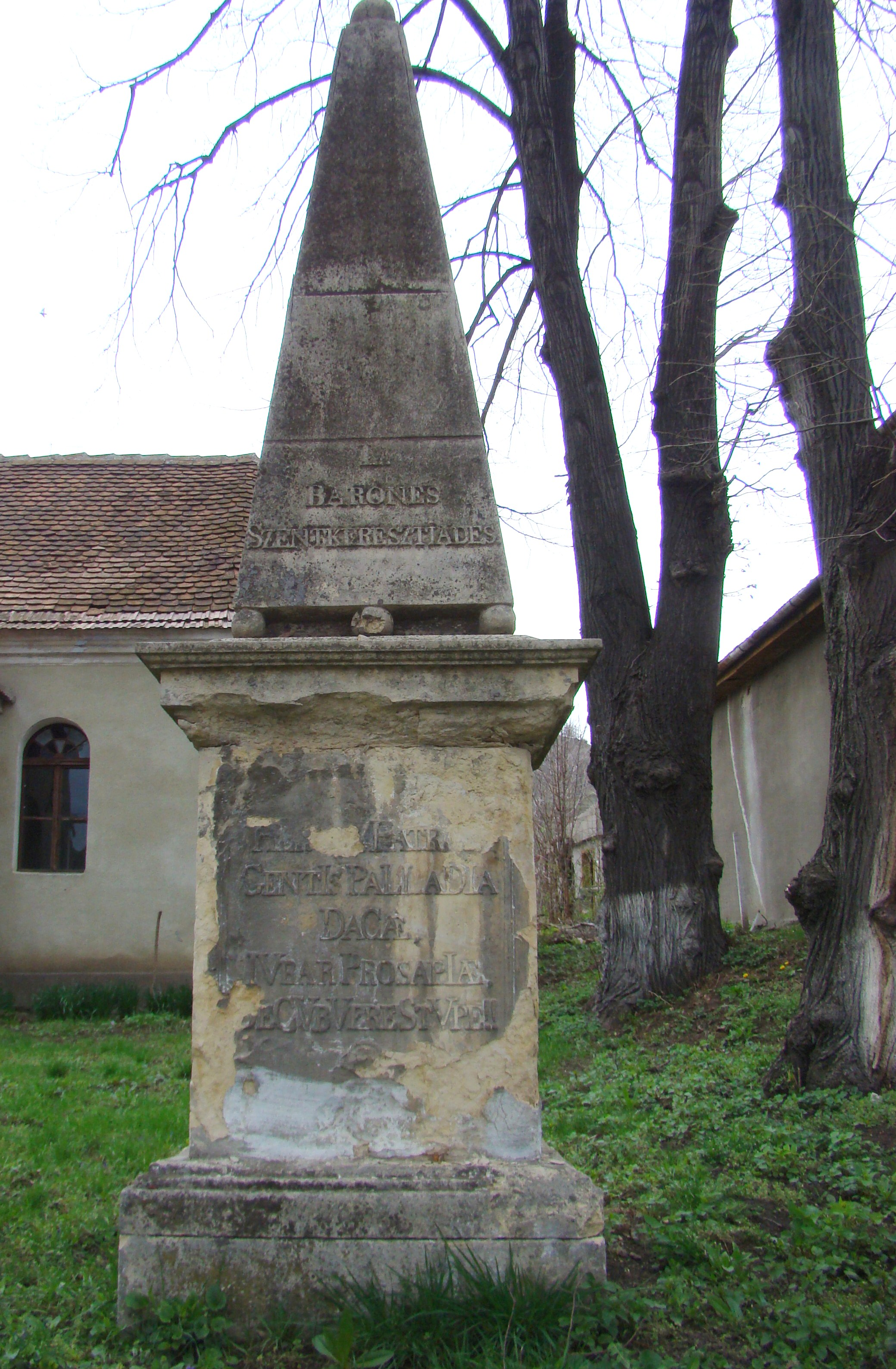
Obeliscul din curtea bisericii reformate
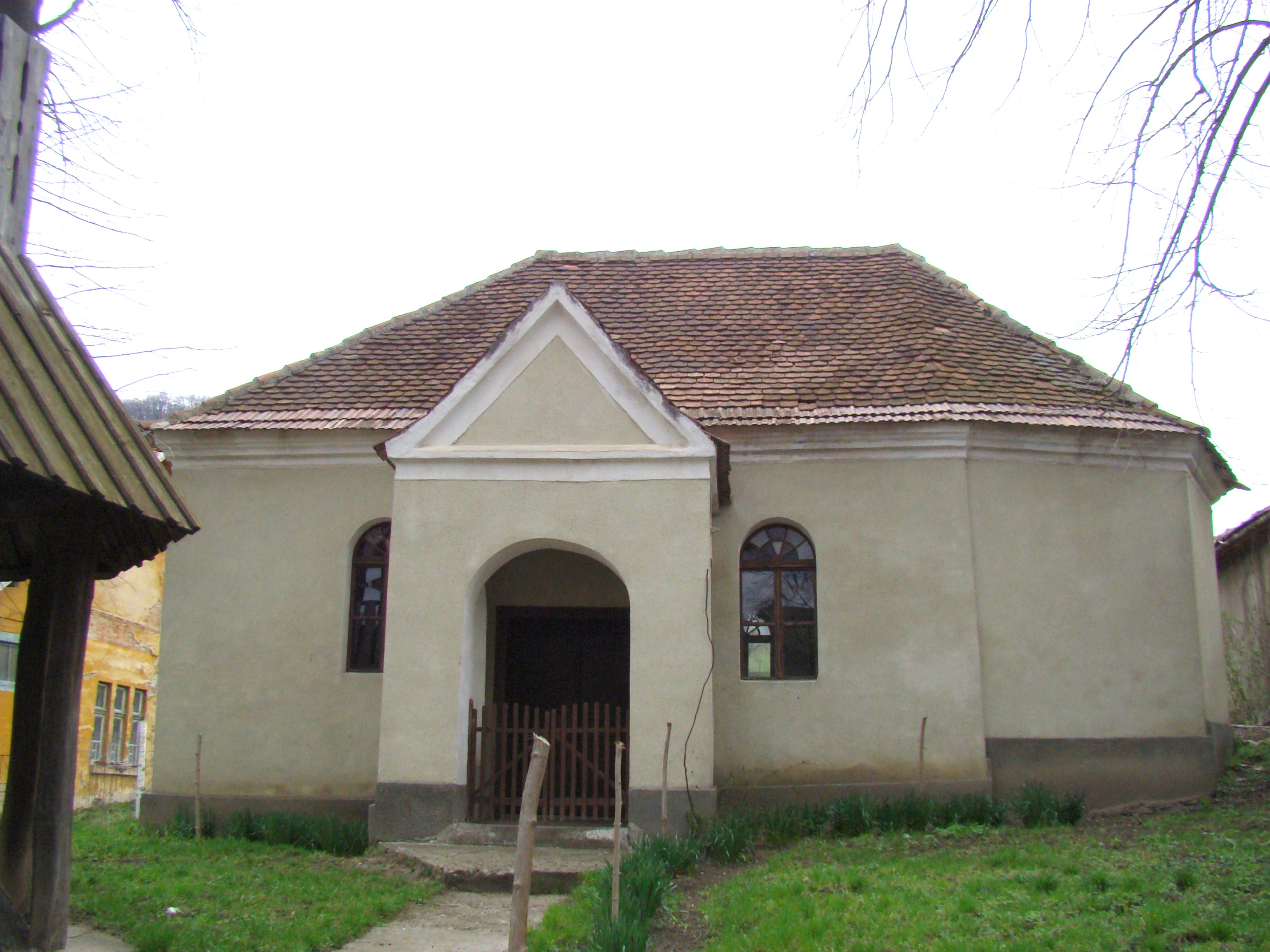
Biserica reformată (cca 1780)
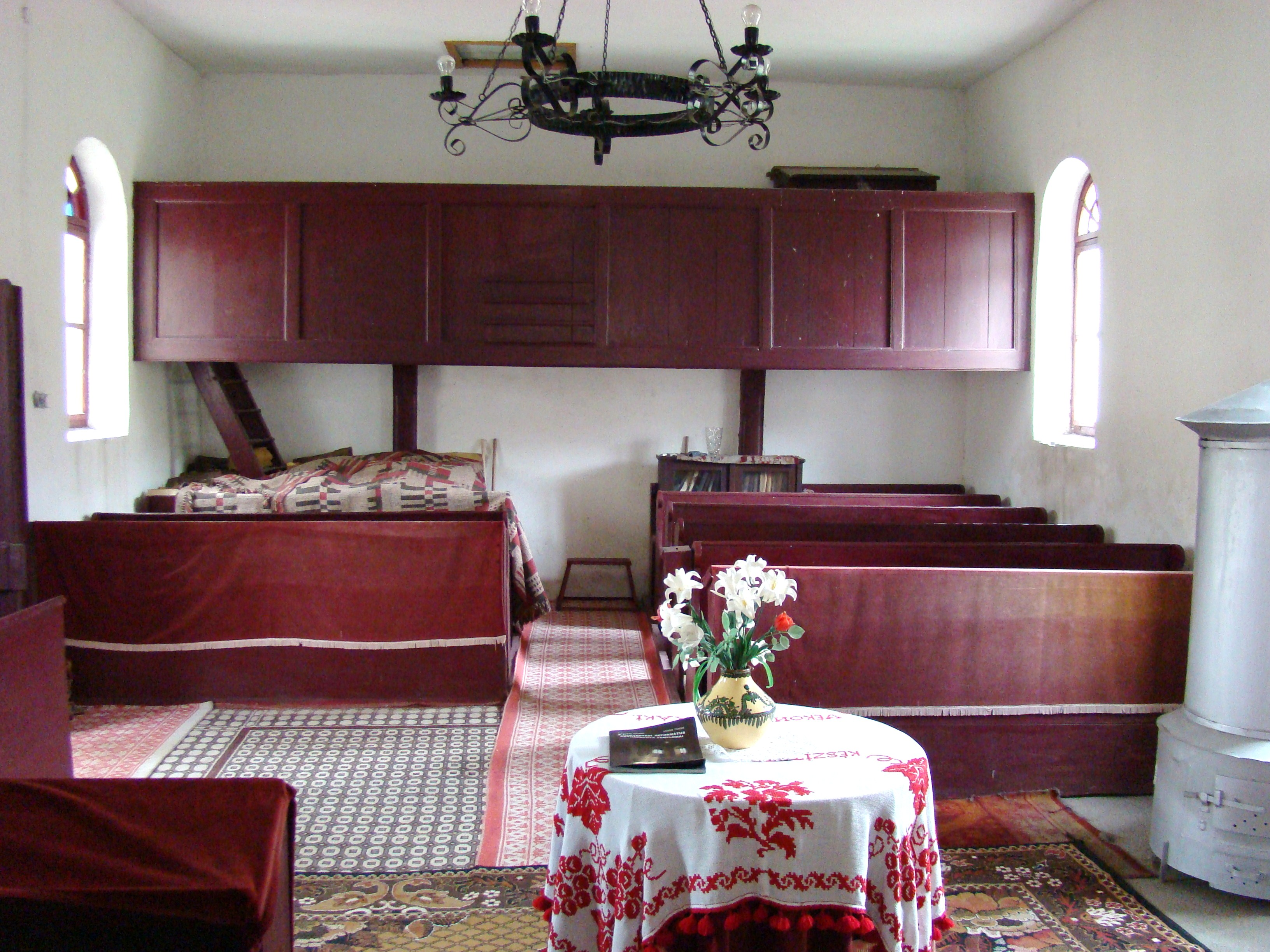
Biserica reformată (interior)
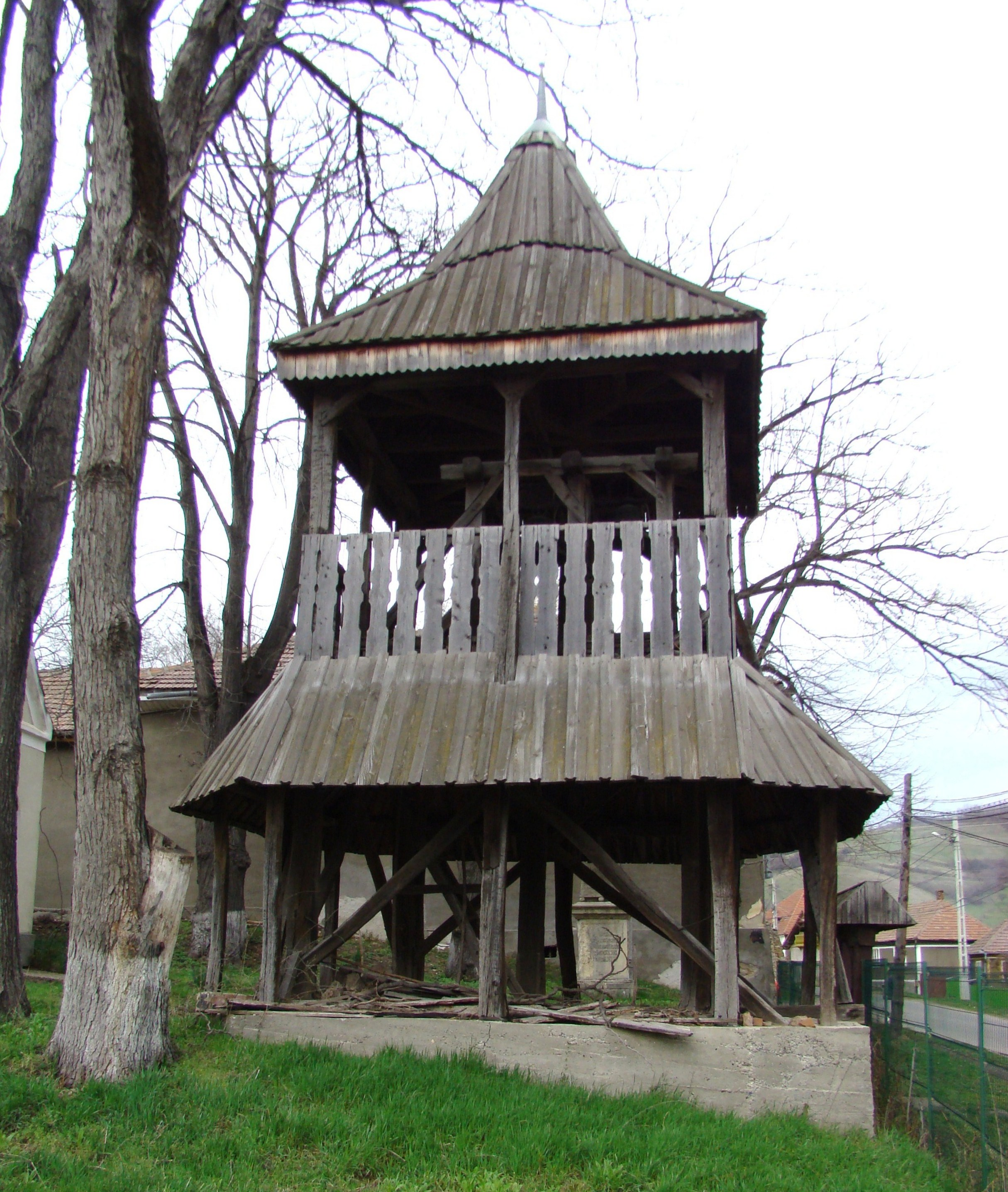
Clopotnița de lemn a bisericii reformate
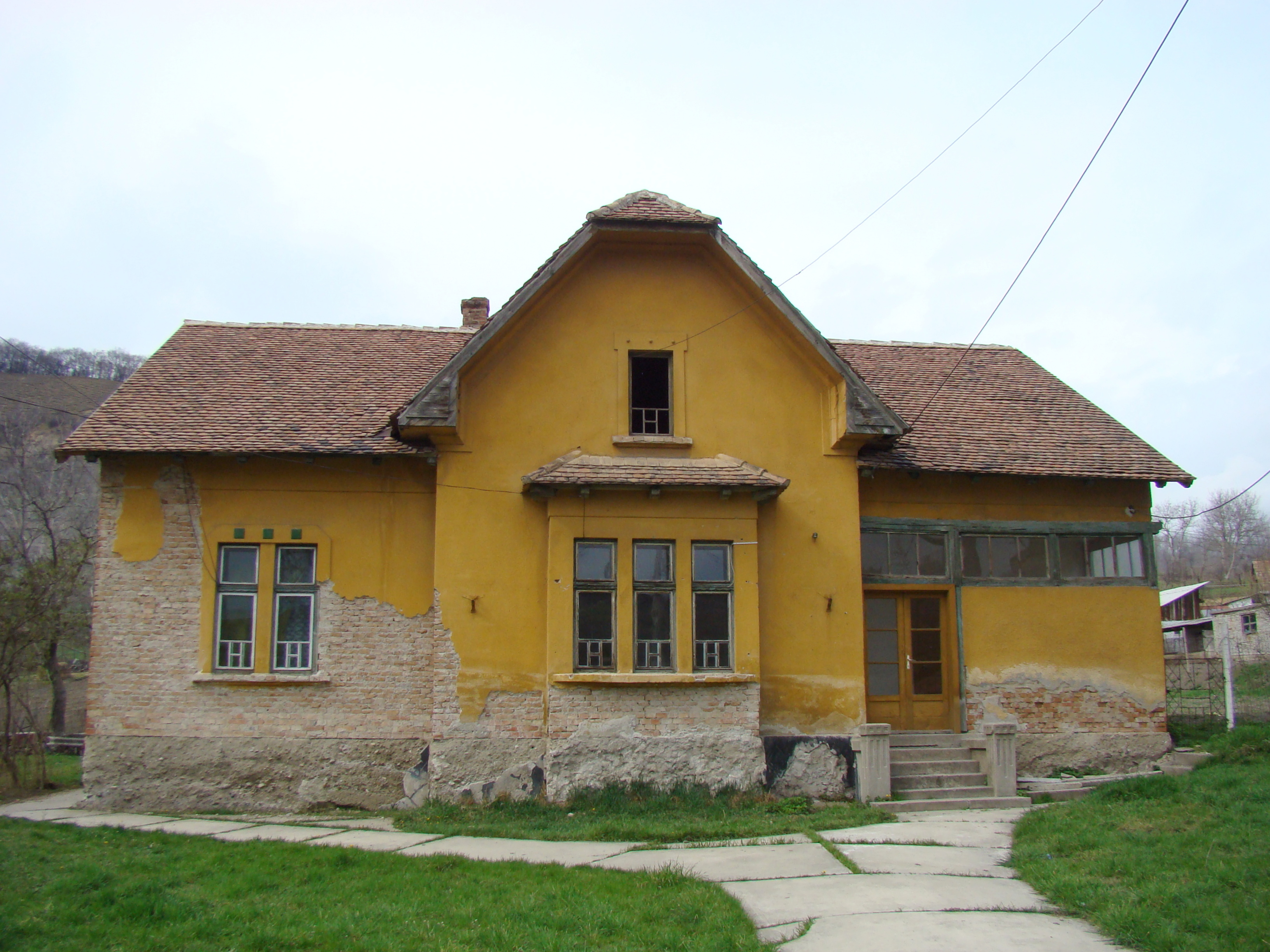
Casa parohială reformată
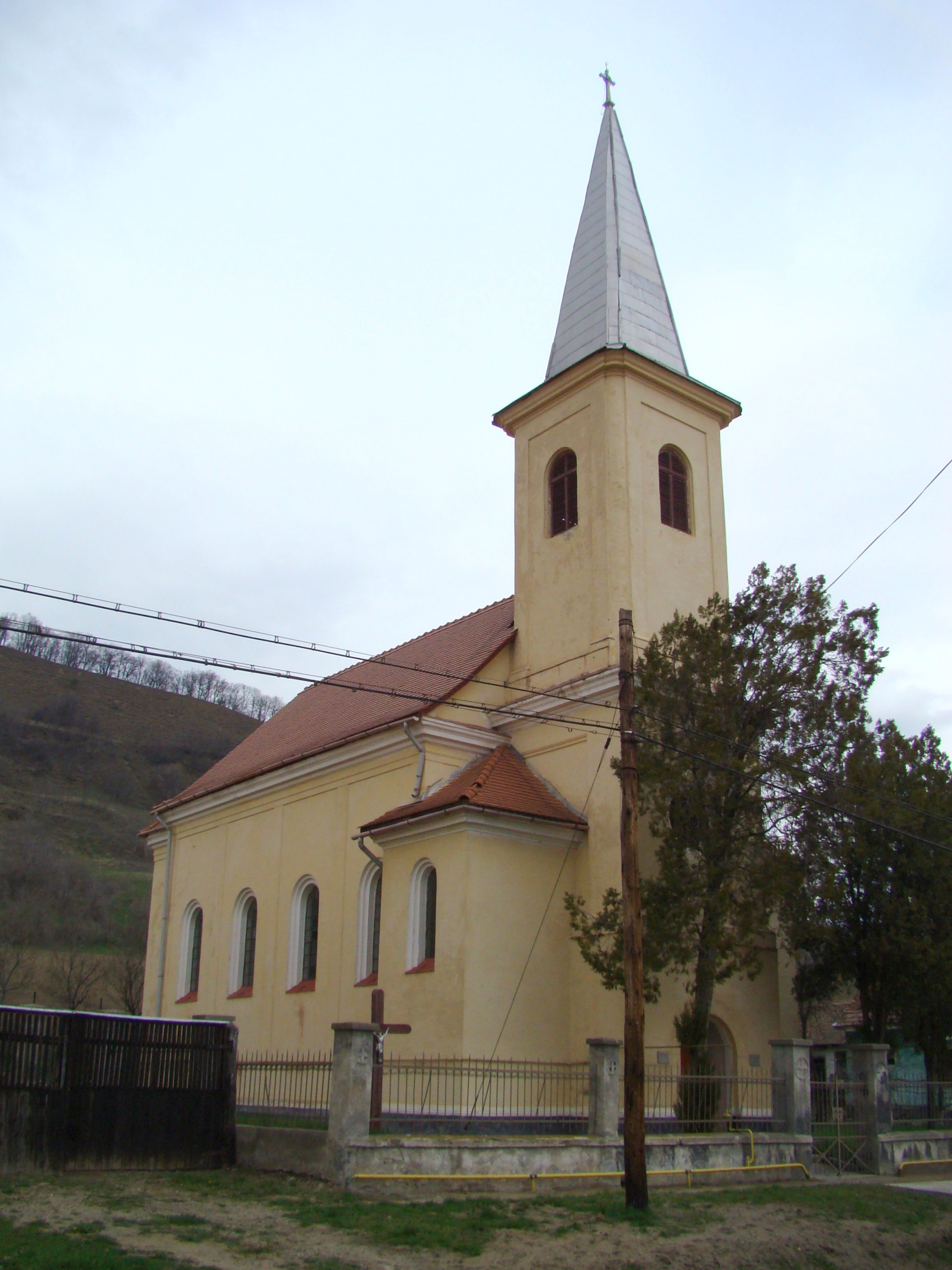
Biserica romano-catolică
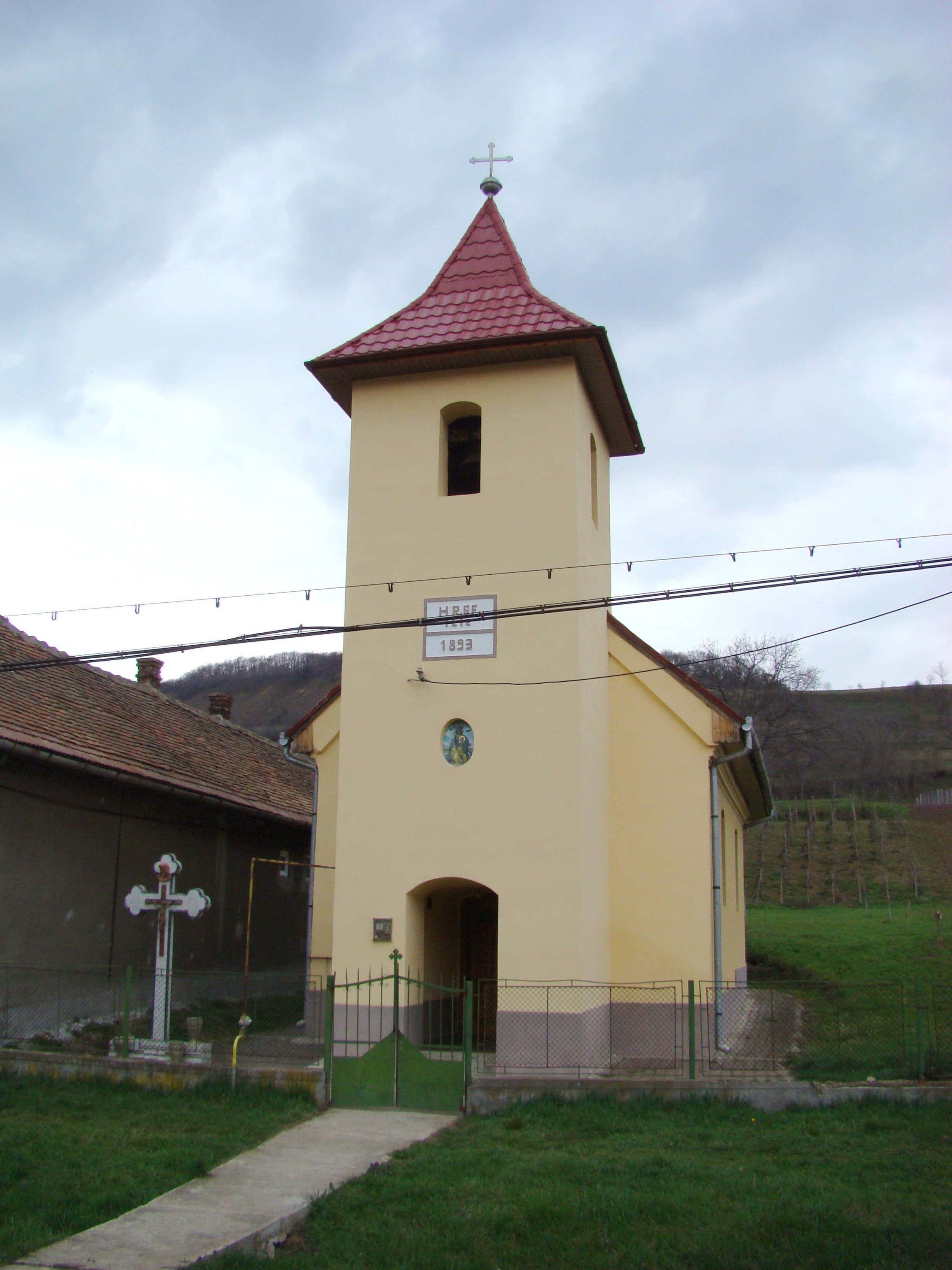
Biserica greco-catolică (1893)
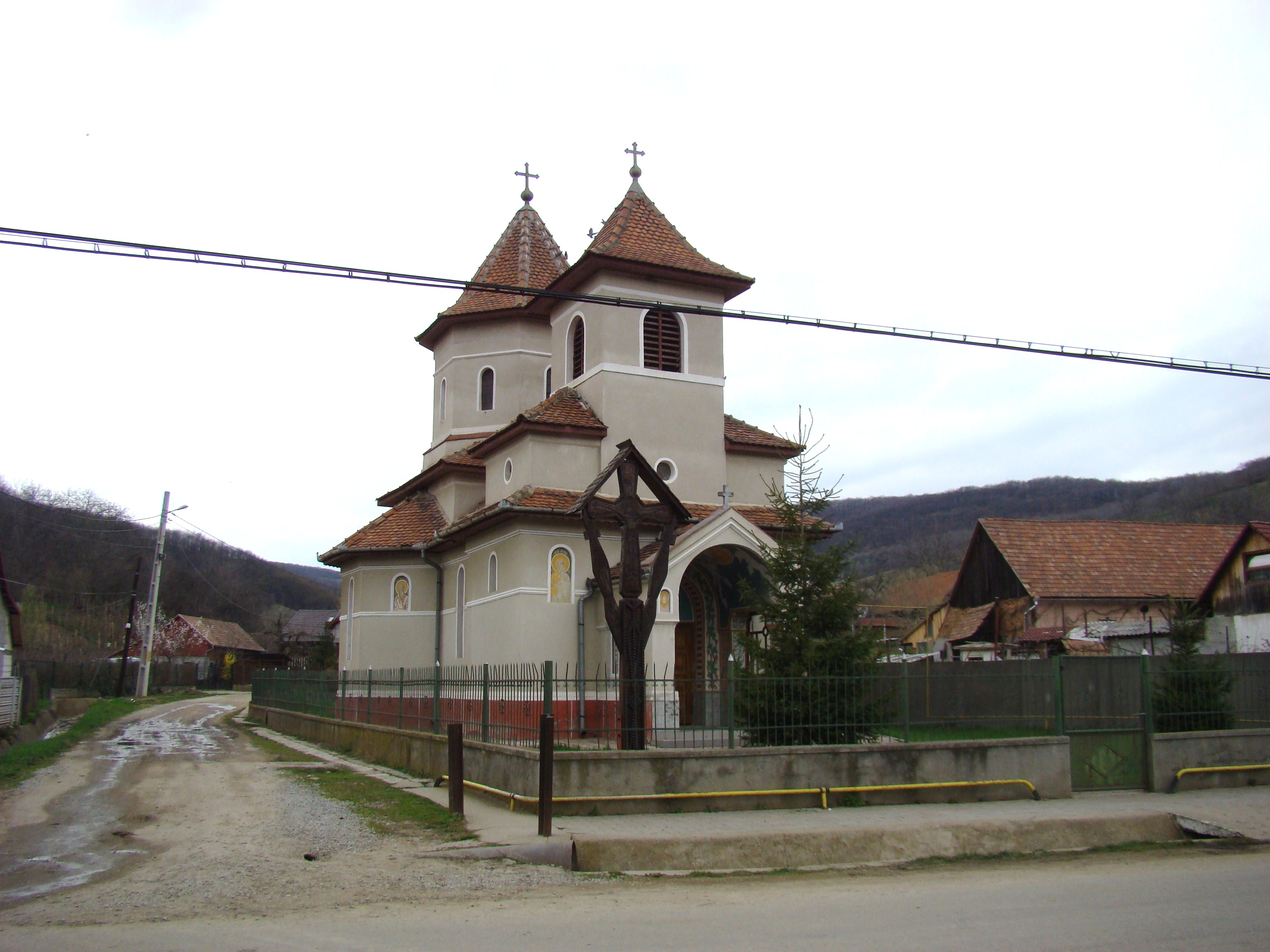
Biserica ortodoxă „Schimbarea la Față”
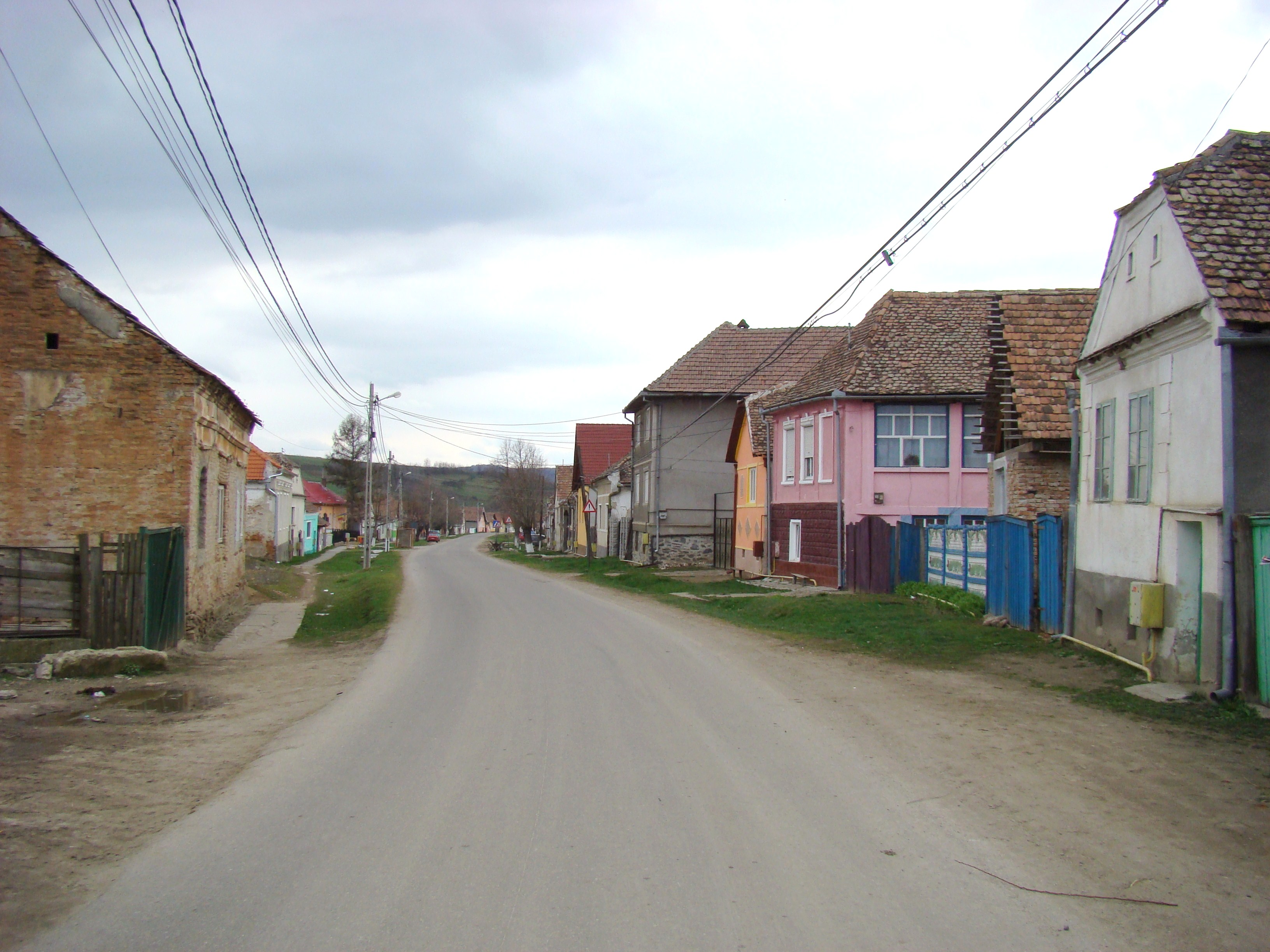
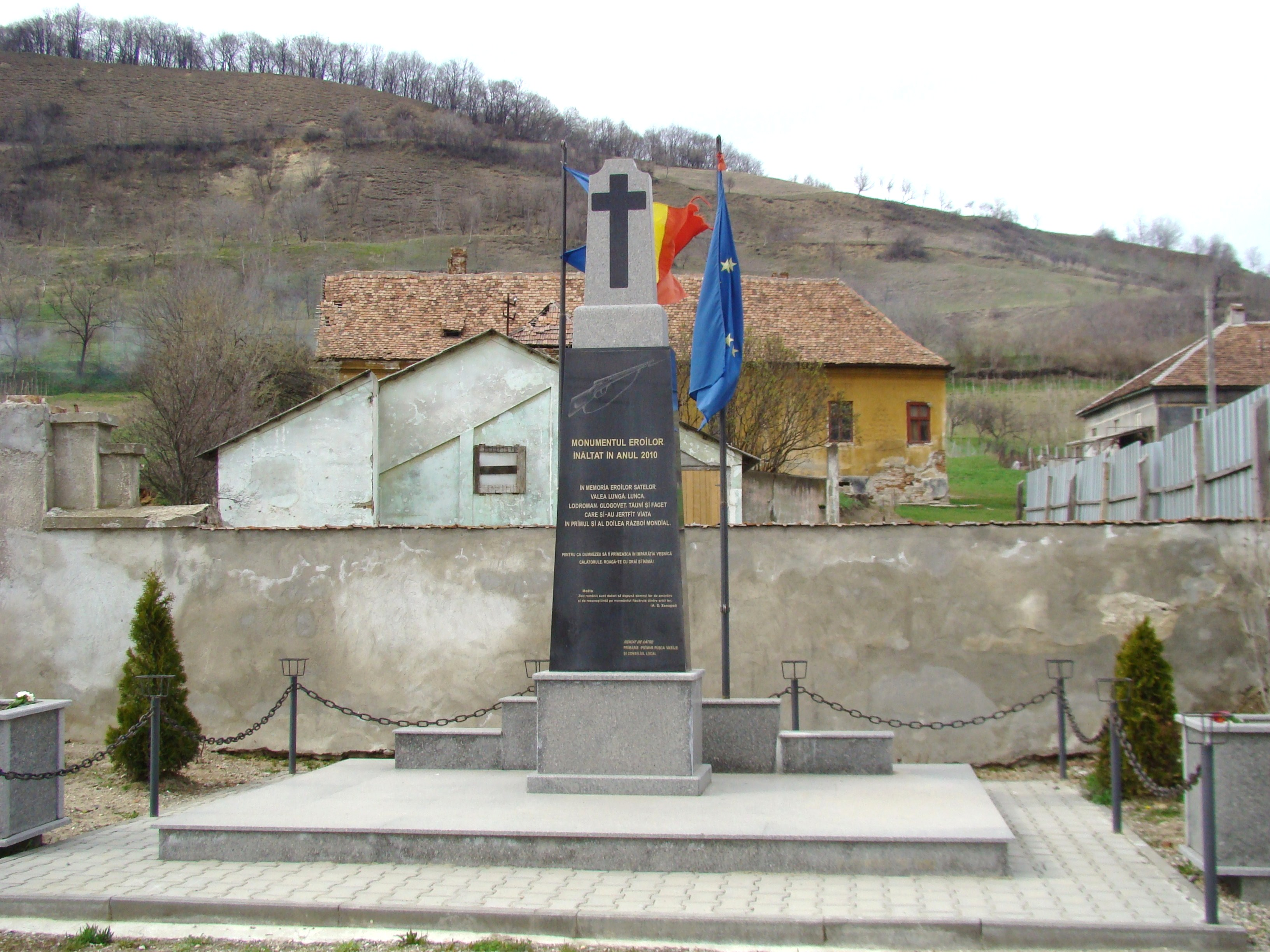
Monumentul Eroilor
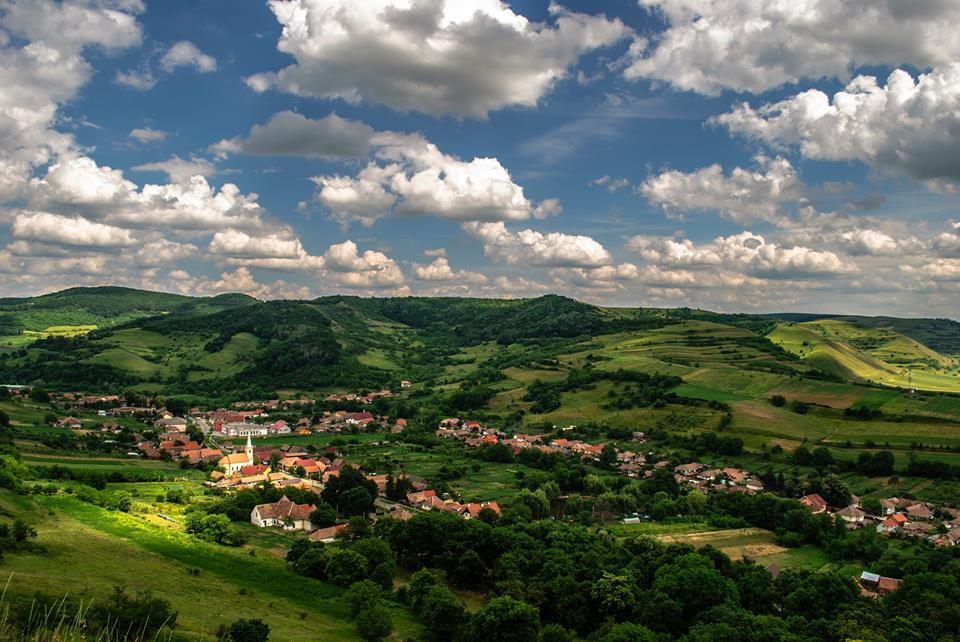
Valea Lunga Panorama fotografiata de la 500 m
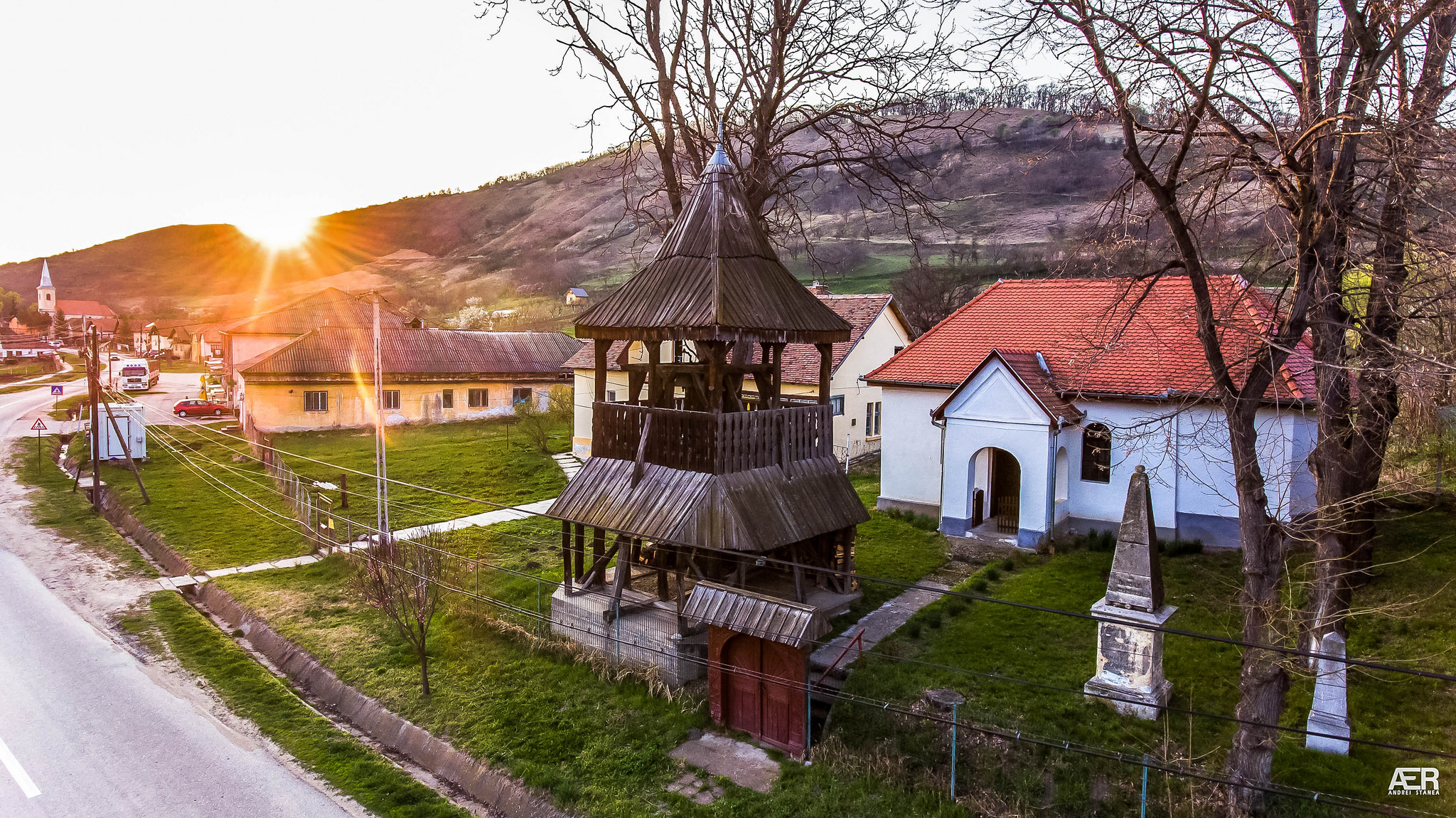
Se construieşte în anul 1676
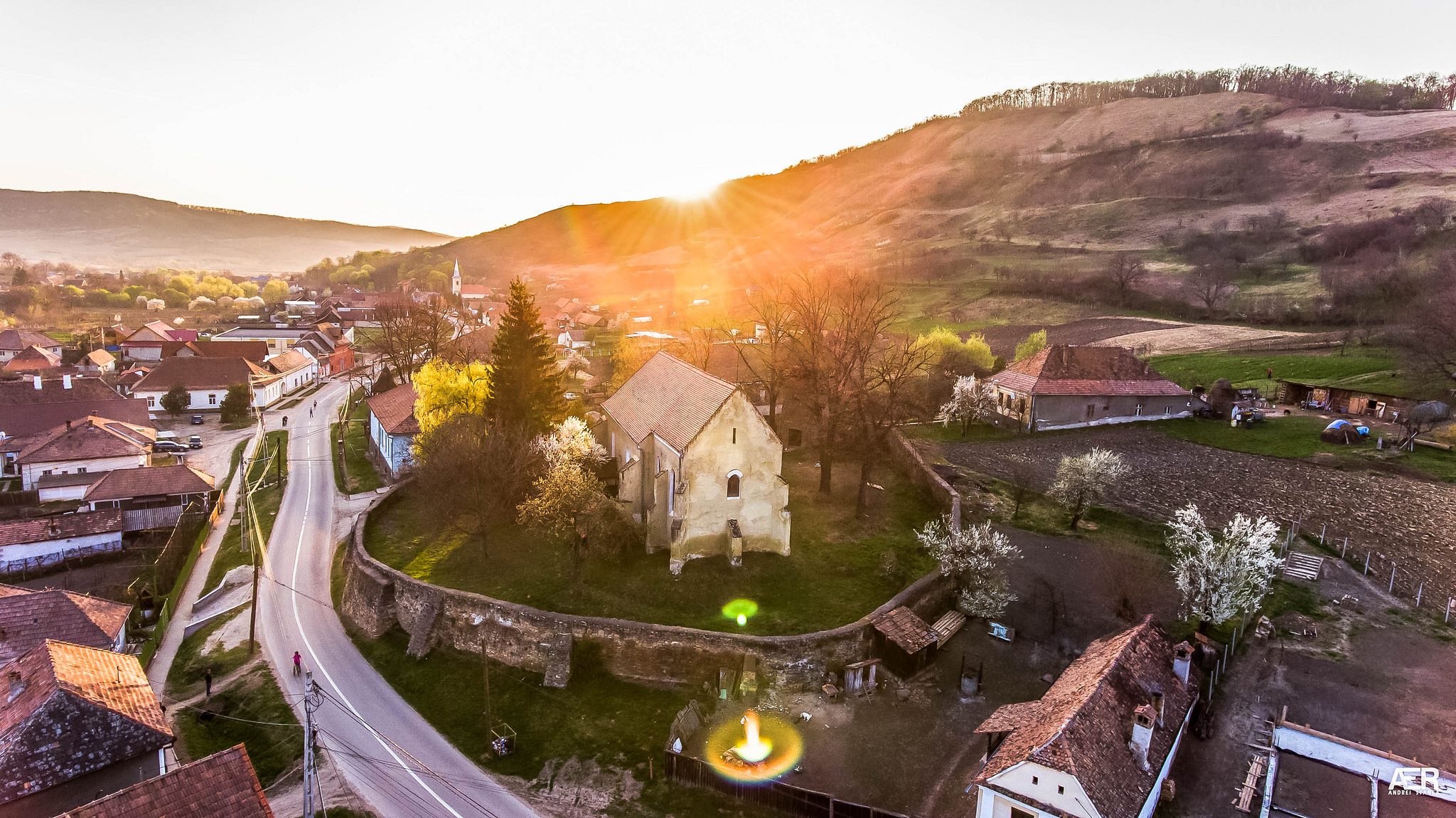
Biserica dedicată Sf. Spirit din Valea Lungă